# Liste des planètes mineures non numérotées découvertes en mars 2011
Pour un article plus général, voir Liste des planètes mineures non numérotées découvertes en 2011.
Pour un article plus général, voir Liste des planètes mineures.
Cet article dresse la liste des planètes mineures (astéroïdes, centaures, objets transneptuniens et assimilés) non numérotées découvertes en mars 2011 dans l'ordre de leur découverte.
Au 15 janvier 2025, 661 077 des 1 434 993 planètes mineures répertoriées par le Centre des planètes mineures ne sont pas encore numérotées, soit 46,07 %.

## Rappel concernant la désignation provisoire
La désignation provisoire indique l'ordre de découverte de ces objets. En effet, cette désignation est composée de l'année de découverte (par exemple 2011) suivie de la quinzaine (demi-mois) de découverte (p.e. A = 1-15 janvier) puis de l'ordre de découverte dans cette quinzaine. Cet ordre est indiqué par une lettre et éventuellement un chiffre comme suit : A pour la première découverte, B pour la deuxième, ..., Z pour la 25e (le I n'est pas utilisé pour éviter la confusion avec 1), A1 pour la 26e, B1 pour la 27e, etc. , Z1 pour la 50e, A2 pour la 51e, B2 pour la 52e, etc. L'ordre de la numérotation ne suit donc pas l'ordre alphanumérique. 2011 AA1 suit ainsi 2011 AZ et précède 2011 AB1.

## Liste

### Du1erau 15 mars
- 2011 EB
- 2011 EC
- 2011 EH
- 2011 EJ
- 2011 EK
- 2011 EM1
- 2011 EV1
- 2011 EZ1
- 2011 EJ2
- 2011 EL2
- 2011 EN2
- 2011 EY2
- 2011 ED3
- 2011 EV3
- 2011 EW3
- 2011 EE4
- 2011 ES4
- 2011 ET4
- 2011 EV4
- 2011 EW4
- 2011 EX4
- 2011 EG5
- 2011 EW5
- 2011 EY5
- 2011 EU6
- 2011 EB7
- 2011 EC7
- 2011 EL7
- 2011 EM7
- 2011 EU7
- 2011 EQ8
- 2011 EJ9
- 2011 EM10
- 2011 EO10
- 2011 EA11
- 2011 EK11
- 2011 EL11
- 2011 EM11
- 2011 EN11
- 2011 EO11
- 2011 EY11
- 2011 EB12
- 2011 EC12
- 2011 ED12
- 2011 EA13
- 2011 EB13
- 2011 EH13
- 2011 EX13
- 2011 EJ14
- 2011 ES14
- 2011 EV14
- 2011 EW14
- 2011 EL15
- 2011 EP15
- 2011 EQ15
- 2011 EC16
- 2011 EW16
- 2011 EA17
- 2011 EE17
- 2011 EF17
- 2011 EH17
- 2011 EL17
- 2011 EE18
- 2011 EP18
- 2011 ES18
- 2011 EY18
- 2011 EH20
- 2011 EJ20
- 2011 ET20
- 2011 EU20
- 2011 EY20
- 2011 EL21
- 2011 EL23
- 2011 EO23
- 2011 EO24
- 2011 EE25
- 2011 EG26
- 2011 EM26
- 2011 EW27
- 2011 EJ29
- 2011 ET29
- 2011 EV29
- 2011 EW29
- 2011 EX29
- 2011 EV30
- 2011 EB31
- 2011 EG31
- 2011 EM31
- 2011 ET31
- 2011 EW31
- 2011 EB32
- 2011 EE32
- 2011 EN32
- 2011 EO32
- 2011 ER32
- 2011 EG33
- 2011 EH33
- 2011 EP33
- 2011 EW33
- 2011 EF34
- 2011 EG34
- 2011 EO34
- 2011 EQ34
- 2011 EW34
- 2011 ED35
- 2011 EQ35
- 2011 EU36
- 2011 EW36
- 2011 EX36
- 2011 EG37
- 2011 EJ37
- 2011 EY37
- 2011 EO38
- 2011 EA39
- 2011 EU39
- 2011 EX39
- 2011 EK40
- 2011 EL40
- 2011 EM40
- 2011 EN40
- 2011 EO40
- 2011 EP40
- 2011 EQ40
- 2011 EZ40
- 2011 EA41
- 2011 EC41
- 2011 ED41
- 2011 EE41
- 2011 EN41
- 2011 EU43
- 2011 EE44
- 2011 EB45
- 2011 EO45
- 2011 EV45
- 2011 EY45
- 2011 EZ45
- 2011 EE46
- 2011 EK46
- 2011 EL46
- 2011 EO46
- 2011 EA47
- 2011 EE47
- 2011 EJ47
- 2011 EK47
- 2011 EL47
- 2011 EU47
- 2011 EG48
- 2011 EP48
- 2011 ER48
- 2011 ET48
- 2011 EA49
- 2011 ER49
- 2011 ES49
- 2011 EY49
- 2011 EG50
- 2011 ET50
- 2011 EE51
- 2011 EH51
- 2011 EL51
- 2011 EN51
- 2011 EO51
- 2011 EP51
- 2011 EB52
- 2011 EG52
- 2011 ER52
- 2011 EP55
- 2011 ER55
- 2011 ES55
- 2011 EX55
- 2011 EC56
- 2011 EJ56
- 2011 EN56
- 2011 EP56
- 2011 EU56
- 2011 EW56
- 2011 EE57
- 2011 EF57
- 2011 EP57
- 2011 EU57
- 2011 EV57
- 2011 EW57
- 2011 EX57
- 2011 EY57
- 2011 EA58
- 2011 EH58
- 2011 EK58
- 2011 EP58
- 2011 EV58
- 2011 EB59
- 2011 ED59
- 2011 EF59
- 2011 EU59
- 2011 EY59
- 2011 ED60
- 2011 EO60
- 2011 ER60
- 2011 EK61
- 2011 EM61
- 2011 EO61
- 2011 EA62
- 2011 EM62
- 2011 EP62
- 2011 EQ62
- 2011 ET63
- 2011 EU63
- 2011 EW63
- 2011 EF64
- 2011 EX64
- 2011 EY64
- 2011 EL65
- 2011 EZ65
- 2011 EB66
- 2011 EE66
- 2011 EY66
- 2011 EA67
- 2011 EE67
- 2011 EF67
- 2011 EL67
- 2011 EO67
- 2011 EP67
- 2011 EQ67
- 2011 EZ67
- 2011 EG68
- 2011 EZ68
- 2011 EO69
- 2011 EY69
- 2011 EC70
- 2011 EL70
- 2011 ER70
- 2011 ED71
- 2011 EZ71
- 2011 EJ72
- 2011 ET72
- 2011 EU72
- 2011 EK73
- 2011 EU73
- 2011 EV73
- 2011 EW73
- 2011 EB74
- 2011 EC74
- 2011 EN74
- 2011 EO74
- 2011 ER74
- 2011 ES74
- 2011 ET74
- 2011 EW74
- 2011 EL77
- 2011 EN77
- 2011 ED78
- 2011 EB79
- 2011 EK79
- 2011 EL79
- 2011 EN79
- 2011 ER79
- 2011 EA80
- 2011 EQ80
- 2011 EH81
- 2011 EC82
- 2011 ET82
- 2011 EV82
- 2011 ED83
- 2011 EQ83
- 2011 EY83
- 2011 EE84
- 2011 EJ84
- 2011 EW84
- 2011 EY84
- 2011 EB85
- 2011 EJ85
- 2011 EL85
- 2011 EO85
- 2011 EQ86
- 2011 ET86
- 2011 EY86
- 2011 EB87
- 2011 EG88
- 2011 EK88
- 2011 EO88
- 2011 EJ89
- 2011 EO89
- 2011 EQ89
- 2011 EB90
- 2011 EG90
- 2011 EP90
- 2011 ER90
- 2011 EZ90
- 2011 EL91
- 2011 EY91
- 2011 EQ92
- 2011 EW92
- 2011 EX92
- 2011 EY92
- 2011 EC93
- 2011 EE93
- 2011 EL93
- 2011 EM93
- 2011 EP93
- 2011 ER93
- 2011 ET93
- 2011 EU93
- 2011 EV93
- 2011 EY93
- 2011 EZ93
- 2011 ED94
- 2011 EE94
- 2011 EG94
- 2011 EH94
- 2011 EJ94
- 2011 EM94
- 2011 EN94
- 2011 EO94
- 2011 EP94
- 2011 EQ94
- 2011 ER94
- 2011 ES94
- 2011 EU94
- 2011 EV94
- 2011 EX94
- 2011 EY94
- 2011 EZ94
- 2011 EB95
- 2011 EF95
- 2011 EG95
- 2011 EH95
- 2011 EJ95
- 2011 EL95
- 2011 EO95
- 2011 EQ95
- 2011 EF96
- 2011 EM96
- 2011 EO96
- 2011 EQ96
- 2011 ES96
- 2011 EU96
- 2011 EV96
- 2011 EZ96
- 2011 EA97
- 2011 EC97
- 2011 ED97
- 2011 EF97
- 2011 EG97
- 2011 EH97
- 2011 EJ97
- 2011 EM97
- 2011 EN97
- 2011 EP97
- 2011 EQ97
- 2011 EV97
- 2011 EZ97
- 2011 EB98
- 2011 EC98
- 2011 ED98
- 2011 EE98
- 2011 EH98
- 2011 EJ98
- 2011 EK98
- 2011 EQ98
- 2011 ES98
- 2011 EU98
- 2011 EV98
- 2011 EW98
- 2011 EX98
- 2011 EM99
- 2011 EN99
- 2011 EO99
- 2011 EP99
- 2011 ER99
- 2011 ES99
- 2011 EW99
- 2011 EC100
- 2011 EG100
- 2011 EJ100
- 2011 EK100
- 2011 EE101
- 2011 EJ101
- 2011 EM101
- 2011 EQ101
- 2011 ER101
- 2011 ES101
- 2011 EX101
- 2011 EY101
- 2011 EA102
- 2011 EB102
- 2011 ED102
- 2011 EE102
- 2011 EJ102
- 2011 EL102
- 2011 EM102
- 2011 EN102
- 2011 EO102
- 2011 EP102
- 2011 EQ102
- 2011 ER102
- 2011 EU102
- 2011 EW102
- 2011 ED103
- 2011 EE103
- 2011 EG103
- 2011 EH103
- 2011 EK103
- 2011 EM103
- 2011 EO103
- 2011 EP103
- 2011 EQ103
- 2011 ER103
- 2011 ES103
- 2011 EU103
- 2011 EV103
- 2011 EW103
- 2011 EX103
- 2011 EY103
- 2011 EA104
- 2011 EE104
- 2011 EF104
- 2011 EG104
- 2011 EH104
- 2011 EL104
- 2011 EM104
- 2011 EP104
- 2011 ER104
- 2011 EY104
- 2011 EK105
- 2011 EL105
- 2011 EO105
- 2011 ER105
- 2011 ES105
- 2011 ET105
- 2011 EU105
- 2011 EV105
- 2011 EW105
- 2011 EX105
- 2011 EY105
- 2011 EZ105
- 2011 EC106
- 2011 ED106
- 2011 EF106
- 2011 EH106
- 2011 EL106
- 2011 EM106
- 2011 EN106
- 2011 EO106
- 2011 EP106
- 2011 EQ106
- 2011 ES106
- 2011 ET106
- 2011 EU106
- 2011 EV106
- 2011 EW106
- 2011 EY106
- 2011 EZ106
- 2011 EA107
- 2011 ED107
- 2011 EE107
- 2011 EH107
- 2011 EL107
- 2011 EM107
- 2011 EN107
- 2011 EQ107
- 2011 ES107
- 2011 EU107
- 2011 EV107
- 2011 EW107
- 2011 EA108
- 2011 ED108
- 2011 EE108
- 2011 EF108
- 2011 EG108
- 2011 EH108
- 2011 EK108
- 2011 EL108
- 2011 EM108
- 2011 EN108
- 2011 EO108
- 2011 EP108
- 2011 EQ108
- 2011 ER108
- 2011 ES108
- 2011 EN109
- 2011 EO109
- 2011 EP109
- 2011 EQ109
- 2011 ER109
- 2011 ES109
- 2011 ET109
- 2011 EU109
- 2011 EY109
- 2011 EZ109
- 2011 EA110
- 2011 EB110
- 2011 EC110
- 2011 ED110
- 2011 EE110
- 2011 EF110
- 2011 EG110
- 2011 EH110
- 2011 EJ110
- 2011 EK110
- 2011 EL110
- 2011 EM110
- 2011 EN110
- 2011 EP110
- 2011 EQ110
- 2011 ER110
- 2011 ES110
- 2011 ET110
- 2011 EU110
- 2011 EV110
- 2011 EW110
- 2011 EY110
- 2011 EZ110
- 2011 EA111
- 2011 EB111
- 2011 EC111
- 2011 ED111
- 2011 EE111
- 2011 EF111
- 2011 EG111
- 2011 EJ111
- 2011 EK111
- 2011 EL111
- 2011 EM111
- 2011 EN111
- 2011 EO111
- 2011 EP111
- 2011 EQ111
- 2011 ER111
- 2011 ES111
- 2011 ET111
- 2011 EV111
- 2011 EW111
- 2011 EX111
- 2011 EB112
- 2011 EC112
- 2011 ED112
- 2011 EE112
- 2011 EF112
- 2011 EH112
- 2011 EK112
- 2011 EN112
- 2011 EO112
- 2011 EP112
- 2011 EQ112
- 2011 ER112
- 2011 ES112
- 2011 ET112
- 2011 EU112
- 2011 EV112
- 2011 EW112
- 2011 EX112
- 2011 EY112
- 2011 EZ112
- 2011 EA113
- 2011 EB113
- 2011 EC113
- 2011 EE113
- 2011 EG113
- 2011 EH113
- 2011 EL113
- 2011 EM113
- 2011 EN113
- 2011 EO113
- 2011 EP113
- 2011 EQ113
- 2011 ER113
- 2011 ES113
- 2011 ET113
- 2011 EV113
- 2011 EW113
- 2011 EX113
- 2011 EY113
- 2011 EZ113
- 2011 EC114
- 2011 ED114
- 2011 EE114
- 2011 EF114
- 2011 EG114
- 2011 EH114
- 2011 EJ114
- 2011 EL114
- 2011 EN114
- 2011 EQ114
- 2011 ES114
- 2011 ET114
- 2011 EU114
- 2011 EV114
- 2011 EW114
- 2011 EX114
- 2011 EY114
- 2011 EZ114
- 2011 EA115
- 2011 EB115
- 2011 EC115
- 2011 ED115
- 2011 EE115
- 2011 EF115
- 2011 EG115
- 2011 EJ115
- 2011 EL115
- 2011 EM115
- 2011 EN115
- 2011 EO115
- 2011 EP115
- 2011 EQ115
- 2011 ER115
- 2011 ES115
- 2011 ET115
- 2011 EU115
- 2011 EV115
- 2011 EX115
- 2011 EY115
- 2011 EZ115
- 2011 EB116
- 2011 EC116
- 2011 ED116
- 2011 EE116
- 2011 EF116
- 2011 EG116
- 2011 EH116
- 2011 EJ116
- 2011 EK116
- 2011 EL116

### Du 16 au 31 mars
- 2011 FG
- 2011 FN
- 2011 FF1
- 2011 FJ1
- 2011 FK1
- 2011 FF2
- 2011 FO2
- 2011 FQ2
- 2011 FR2
- 2011 FS2
- 2011 FT2
- 2011 FX2
- 2011 FV4
- 2011 FF6
- 2011 FQ6
- 2011 FR6
- 2011 FS6
- 2011 FV6
- 2011 FX7
- 2011 FS9
- 2011 FT9
- 2011 FU9
- 2011 FV9
- 2011 FM10
- 2011 FZ10
- 2011 FU11
- 2011 FG12
- 2011 FU12
- 2011 FV12
- 2011 FY12
- 2011 FA14
- 2011 FG14
- 2011 FU14
- 2011 FF15
- 2011 FM15
- 2011 FG16
- 2011 FQ16
- 2011 FQ17
- 2011 FR17
- 2011 FY17
- 2011 FS18
- 2011 FT18
- 2011 FR19
- 2011 FB20
- 2011 FC20
- 2011 FH20
- 2011 FJ20
- 2011 FW20
- 2011 FY20
- 2011 FZ20
- 2011 FB21
- 2011 FE21
- 2011 FN21
- 2011 FQ21
- 2011 FR21
- 2011 FD22
- 2011 FF22
- 2011 FT22
- 2011 FY22
- 2011 FZ22
- 2011 FA23
- 2011 FO23
- 2011 FF24
- 2011 FL24
- 2011 FZ24
- 2011 FM25
- 2011 FO25
- 2011 FY25
- 2011 FE26
- 2011 FO26
- 2011 FC27
- 2011 FF27
- 2011 FH27
- 2011 FX27
- 2011 FO28
- 2011 FB29
- 2011 FM29
- 2011 FO29
- 2011 FP29
- 2011 FQ29
- 2011 FS29
- 2011 FT29
- 2011 FE30
- 2011 FG30
- 2011 FP30
- 2011 FQ30
- 2011 FV30
- 2011 FF31
- 2011 FL31
- 2011 FO31
- 2011 FA32
- 2011 FH32
- 2011 FT32
- 2011 FX32
- 2011 FF33
- 2011 FS33
- 2011 FE34
- 2011 FV34
- 2011 FY34
- 2011 FC35
- 2011 FF35
- 2011 FJ35
- 2011 FT35
- 2011 FU35
- 2011 FW35
- 2011 FA36
- 2011 FO36
- 2011 FV36
- 2011 FW36
- 2011 FE37
- 2011 FG37
- 2011 FN37
- 2011 FQ37
- 2011 FC38
- 2011 FQ38
- 2011 FX38
- 2011 FN39
- 2011 FA40
- 2011 FP40
- 2011 FW40
- 2011 FE41
- 2011 FF41
- 2011 FG41
- 2011 FO41
- 2011 FX41
- 2011 FM42
- 2011 FU43
- 2011 FM44
- 2011 FN44
- 2011 FP44
- 2011 FT44
- 2011 FW44
- 2011 FF45
- 2011 FK45
- 2011 FF48
- 2011 FV48
- 2011 FB49
- 2011 FG49
- 2011 FM49
- 2011 FT49
- 2011 FZ49
- 2011 FG50
- 2011 FS50
- 2011 FZ50
- 2011 FH51
- 2011 FK51
- 2011 FP51
- 2011 FY51
- 2011 FG52
- 2011 FJ52
- 2011 FT52
- 2011 FU52
- 2011 FH53
- 2011 FK53
- 2011 FM53
- 2011 FP53
- 2011 FS53
- 2011 FT53
- 2011 FA54
- 2011 FF54
- 2011 FG54
- 2011 FL54
- 2011 FN54
- 2011 FR54
- 2011 FT54
- 2011 FD55
- 2011 FK55
- 2011 FA57
- 2011 FD57
- 2011 FK57
- 2011 FO58
- 2011 FQ58
- 2011 FS58
- 2011 FD59
- 2011 FN59
- 2011 FS59
- 2011 FU59
- 2011 FZ59
- 2011 FA60
- 2011 FE60
- 2011 FJ60
- 2011 FN60
- 2011 FQ60
- 2011 FG61
- 2011 FJ61
- 2011 FO61
- 2011 FB62
- 2011 FJ62
- 2011 FN62
- 2011 FS62
- 2011 FE63
- 2011 FH63
- 2011 FA64
- 2011 FC64
- 2011 FE64
- 2011 FG64
- 2011 FK64
- 2011 FL64
- 2011 FQ64
- 2011 FT64
- 2011 FW64
- 2011 FY64
- 2011 FU65
- 2011 FC66
- 2011 FG66
- 2011 FP66
- 2011 FS66
- 2011 FT66
- 2011 FA67
- 2011 FB67
- 2011 FD67
- 2011 FJ67
- 2011 FK67
- 2011 FS67
- 2011 FT67
- 2011 FT68
- 2011 FY68
- 2011 FA70
- 2011 FB70
- 2011 FU70
- 2011 FW70
- 2011 FF71
- 2011 FH71
- 2011 FP71
- 2011 FS71
- 2011 FC72
- 2011 FL72
- 2011 FR72
- 2011 FW72
- 2011 FX72
- 2011 FZ72
- 2011 FC73
- 2011 FE73
- 2011 FH73
- 2011 FK73
- 2011 FQ73
- 2011 FR73
- 2011 FW73
- 2011 FY73
- 2011 FZ73
- 2011 FC74
- 2011 FB75
- 2011 FE75
- 2011 FG75
- 2011 FH75
- 2011 FJ75
- 2011 FP75
- 2011 FS75
- 2011 FD76
- 2011 FR76
- 2011 FS76
- 2011 FC77
- 2011 FE77
- 2011 FP77
- 2011 FQ77
- 2011 FV77
- 2011 FY77
- 2011 FE78
- 2011 FG78
- 2011 FZ78
- 2011 FF80
- 2011 FQ80
- 2011 FF81
- 2011 FG81
- 2011 FL81
- 2011 FY81
- 2011 FF82
- 2011 FJ82
- 2011 FQ82
- 2011 FU83
- 2011 FD84
- 2011 FQ84
- 2011 FX84
- 2011 FF85
- 2011 FK85
- 2011 FU85
- 2011 FE86
- 2011 FG86
- 2011 FY86
- 2011 FD87
- 2011 FH87
- 2011 FK87
- 2011 FO87
- 2011 FR87
- 2011 FS87
- 2011 FT87
- 2011 FY87
- 2011 FE88
- 2011 FL88
- 2011 FU88
- 2011 FV89
- 2011 FX89
- 2011 FH90
- 2011 FJ90
- 2011 FQ90
- 2011 FT90
- 2011 FW90
- 2011 FM91
- 2011 FR91
- 2011 FY91
- 2011 FZ91
- 2011 FL92
- 2011 FV92
- 2011 FY92
- 2011 FD93
- 2011 FW93
- 2011 FA94
- 2011 FK94
- 2011 FM94
- 2011 FW94
- 2011 FA95
- 2011 FC95
- 2011 FD95
- 2011 FK95
- 2011 FP95
- 2011 FQ95
- 2011 FS95
- 2011 FW95
- 2011 FC96
- 2011 FJ96
- 2011 FK96
- 2011 FT96
- 2011 FW96
- 2011 FK97
- 2011 FP97
- 2011 FU97
- 2011 FV97
- 2011 FH98
- 2011 FL98
- 2011 FO98
- 2011 FS98
- 2011 FW98
- 2011 FH99
- 2011 FN99
- 2011 FT100
- 2011 FB101
- 2011 FF101
- 2011 FQ101
- 2011 FT101
- 2011 FX101
- 2011 FN102
- 2011 FQ102
- 2011 FR102
- 2011 FS103
- 2011 FW105
- 2011 FR106
- 2011 FV106
- 2011 FW106
- 2011 FA107
- 2011 FB107
- 2011 FG107
- 2011 FZ107
- 2011 FC108
- 2011 FF108
- 2011 FH108
- 2011 FW108
- 2011 FE109
- 2011 FJ109
- 2011 FP109
- 2011 FX109
- 2011 FR110
- 2011 FX110
- 2011 FC111
- 2011 FG111
- 2011 FH111
- 2011 FM111
- 2011 FP111
- 2011 FV111
- 2011 FB112
- 2011 FN112
- 2011 FO112
- 2011 FV112
- 2011 FZ112
- 2011 FL113
- 2011 FP113
- 2011 FR113
- 2011 FT113
- 2011 FD114
- 2011 FF114
- 2011 FL114
- 2011 FM114
- 2011 FO114
- 2011 FP114
- 2011 FS114
- 2011 FY114
- 2011 FK115
- 2011 FR115
- 2011 FV115
- 2011 FX115
- 2011 FD116
- 2011 FF116
- 2011 FM116
- 2011 FX116
- 2011 FE117
- 2011 FK117
- 2011 FR117
- 2011 FU117
- 2011 FV117
- 2011 FY117
- 2011 FE118
- 2011 FF118
- 2011 FN118
- 2011 FT118
- 2011 FZ118
- 2011 FD119
- 2011 FR119
- 2011 FB120
- 2011 FC120
- 2011 FL120
- 2011 FV120
- 2011 FD121
- 2011 FE122
- 2011 FH122
- 2011 FK122
- 2011 FM122
- 2011 FP122
- 2011 FC123
- 2011 FF123
- 2011 FR123
- 2011 FZ123
- 2011 FM124
- 2011 FP124
- 2011 FU124
- 2011 FV124
- 2011 FH125
- 2011 FK125
- 2011 FO125
- 2011 FW125
- 2011 FY125
- 2011 FZ125
- 2011 FJ126
- 2011 FC127
- 2011 FT127
- 2011 FV128
- 2011 FX128
- 2011 FC129
- 2011 FS129
- 2011 FT129
- 2011 FX129
- 2011 FQ130
- 2011 FS130
- 2011 FY130
- 2011 FH131
- 2011 FN131
- 2011 FA132
- 2011 FQ132
- 2011 FY132
- 2011 FP133
- 2011 FX133
- 2011 FX134
- 2011 FB135
- 2011 FJ135
- 2011 FL135
- 2011 FP135
- 2011 FR135
- 2011 FV135
- 2011 FY135
- 2011 FA136
- 2011 FD136
- 2011 FG136
- 2011 FP136
- 2011 FU136
- 2011 FC137
- 2011 FK137
- 2011 FP137
- 2011 FQ137
- 2011 FX137
- 2011 FD138
- 2011 FJ138
- 2011 FM138
- 2011 FU138
- 2011 FA139
- 2011 FD140
- 2011 FE140
- 2011 FL140
- 2011 FG141
- 2011 FW141
- 2011 FE143
- 2011 FZ143
- 2011 FA144
- 2011 FV144
- 2011 FY144
- 2011 FC145
- 2011 FH145
- 2011 FW145
- 2011 FA149
- 2011 FJ149
- 2011 FL149
- 2011 FX151
- 2011 FB152
- 2011 FJ152
- 2011 FA153
- 2011 FG154
- 2011 FC155
- 2011 FE155
- 2011 FG155
- 2011 FY155
- 2011 FD156
- 2011 FH156
- 2011 FN157
- 2011 FZ157
- 2011 FF158
- 2011 FV158
- 2011 FB159
- 2011 FC159
- 2011 FW159
- 2011 FE160
- 2011 FV160
- 2011 FG161
- 2011 FM161
- 2011 FN161
- 2011 FO161
- 2011 FP161
- 2011 FE162
- 2011 FF162
- 2011 FG162
- 2011 FH162
- 2011 FJ162
- 2011 FK162
- 2011 FL162
- 2011 FM162
- 2011 FN162
- 2011 FO162
- 2011 FP162
- 2011 FQ162
- 2011 FR162
- 2011 FS162
- 2011 FT162
- 2011 FV162
- 2011 FX162
- 2011 FY162
- 2011 FZ162
- 2011 FA163
- 2011 FB163
- 2011 FD163
- 2011 FF163
- 2011 FG163
- 2011 FH163
- 2011 FJ163
- 2011 FK163
- 2011 FL163
- 2011 FM163
- 2011 FP163
- 2011 FR163
- 2011 FV163
- 2011 FY163
- 2011 FA164
- 2011 FB164
- 2011 FF164
- 2011 FM164
- 2011 FP164
- 2011 FQ164
- 2011 FU164
- 2011 FA165
- 2011 FB165
- 2011 FC165
- 2011 FD165
- 2011 FE165
- 2011 FF165
- 2011 FG165
- 2011 FJ165
- 2011 FK165
- 2011 FL165
- 2011 FM165
- 2011 FP165
- 2011 FR165
- 2011 FT165
- 2011 FV165
- 2011 FW165
- 2011 FY165
- 2011 FZ165
- 2011 FA166
- 2011 FB166
- 2011 FF166
- 2011 FG166
- 2011 FH166
- 2011 FK166
- 2011 FL166
- 2011 FU166
- 2011 FV166
- 2011 FA167
- 2011 FC167
- 2011 FE167
- 2011 FF167
- 2011 FG167
- 2011 FH167
- 2011 FJ167
- 2011 FL167
- 2011 FM167
- 2011 FN167
- 2011 FP167
- 2011 FC168
- 2011 FK168
- 2011 FN168
- 2011 FS168
- 2011 FU168
- 2011 FV168
- 2011 FW168
- 2011 FX168
- 2011 FA169
- 2011 FB169
- 2011 FD169
- 2011 FF169
- 2011 FL169
- 2011 FN169
- 2011 FO169
- 2011 FR169
- 2011 FS169
- 2011 FV169
- 2011 FX169
- 2011 FY169
- 2011 FZ169
- 2011 FC170
- 2011 FD170
- 2011 FF170
- 2011 FG170
- 2011 FJ170
- 2011 FU170
- 2011 FW170
- 2011 FY170
- 2011 FZ170
- 2011 FB171
- 2011 FC171
- 2011 FD171
- 2011 FE171
- 2011 FF171
- 2011 FG171
- 2011 FH171
- 2011 FJ171
- 2011 FK171
- 2011 FL171
- 2011 FM171
- 2011 FN171
- 2011 FO171
- 2011 FQ171
- 2011 FR171
- 2011 FS171
- 2011 FT171
- 2011 FU171
- 2011 FV171
- 2011 FW171
- 2011 FY171
- 2011 FZ171
- 2011 FA172
- 2011 FB172
- 2011 FC172
- 2011 FD172
- 2011 FF172
- 2011 FG172
- 2011 FJ172
- 2011 FL172
- 2011 FM172
- 2011 FO172
- 2011 FP172
- 2011 FQ172
- 2011 FR172
- 2011 FS172
- 2011 FT172
- 2011 FV172
- 2011 FW172
- 2011 FZ172
- 2011 FA173
- 2011 FB173
- 2011 FC173
- 2011 FD173